# دهمین دوره جوایز بفتا
 دهمین دوره جوایز بفتا (به انگلیسی: 10st British Academy Film Awards) در سال ۱۹۵۷ به افتخار فیلم ۱۹۵۶ در لندن برگزار شد .

## جوایز و نامزدها
| ۱۹۵۶ 10th                    |                         |                    |
| بهترین بازیگر مرد بریتانیایی |                         |                    |
| پیتر فینچ                    | A Town Like Alice       | Joe Harman         |
| جک هاوکینز                   | The Long Arm            | Tom Halliday       |
| کنث مور                      | Reach for the Sky       | Douglas Bader      |
| بهترین بازیگر مرد خارجی      |                         |                    |
| فرانسوا پریه                 | Gervaise                | Henri Coupeau      |
| گونار بیورنستراند            | لبخندهای یک شب تابستانی | Fredik Egerman     |
| جیمز دین                     | شورش بی‌دلیل             | Jim Stark          |
| پیر فرنه                     | Le Défroqué             | Maurice Morand     |
| ویلیام هولدن                 | Picnic                  | Hal Carter         |
| کارل مالدن                   | عروسک بچه               | Archie Lee Meighan |
| فرانک سیناترا                | مرد بازو طلایی          | Frankie Machine    |
| اسپنسر تریسی                 | The Mountain            | Zachary Teller     |

- بهترین بازیگر نقش اول زن خارجی  آنا مانیانی
- بهترین بازیگر نقش اول زن بریتانیا  ویرجینیا مکنا
- بهترین فیلم Gervaise
- بهترین فیلم بریتانیا  Reach for the Sky
- بهترین فیلم بریتانیا  مردی که هرگز نبود